# Scartelaos
Scartelaos is een geslacht van straalvinnige vissen uit de familie van grondels (Gobiidae).

## Soorten
- Scartelaos cantoris (Day, 1871)
- Scartelaos gigas Chu & Wu, 1963
- Scartelaos histophorus (Valenciennes, 1837)
- Scartelaos tenuis (Day, 1876)